# TSV Kaldenkirchen 1885/07
TSV Kaldenkirchen 1885/07 is een Duitse sportclub uit Kaldenkerken, Nettetal, Noordrijn-Westfalen. De club is actief in voetbal, handbal, atletiek, tennis en turnen.

## Geschiedenis
De club werd in 1885 opgericht als turnclub TV Kaldenkirchen. In 1945 fuseerde de club met SpV 07 Kaldenkirchen en nam zo de huidige naam aan.
In 1907 werd FC Constantia Kaldenkirchen opgericht. De club was aangesloten bij de West-Duitse voetbalbond en speelde in de Noordrijncompetitie. Tijdens de Eerste Wereldoorlog werd deze opgesplitst waardoor Constatia in de hoogste klasse speelde en zesde werd op acht clubs in de groep München-Gladbach in seizoen 1915/16. In 1916 fuseerde de club met Germania 06 en nam nu de naam SpV 07 Kaldenkirchen aan.